# Vietomartyria expeditionis
Vietomartyria expeditionis là một loài bướm đêm thuộc họ Micropterigidae. Nó được Mey miêu tả năm 1997. Nó được tìm thấy ở các vùng núi of miền bắc Việt Nam.
Chiều dài cánh trước là 3.8 mm.